# محمود قابیل
محمود قابیل (عربی: محمود قابيل؛ زادهٔ ۱۹ مهٔ ۱۹۴۶) یک هنرپیشه اهل مصر است. 
از فیلم‌ها یا برنامه‌های تلویزیونی که وی در آن نقش داشته است می‌توان به پاگنده در مصر اشاره کرد.